# Lotononis myriantha
Lotononis myriantha är en ärtväxtart som beskrevs av John Gilbert Baker. Lotononis myriantha ingår i släktet Lotononis och familjen ärtväxter. Inga underarter finns listade i Catalogue of Life.